# Khúc côn cầu trên cỏ tại Đại hội Thể thao châu Á 2006 – Giải đấu Nam
Giải đấu nam nội dung khúc côn cầu trên cỏ tại Đại hội Thể thao châu Á 2006 được tổ chức tại Sân khúc côn cầu Al-Rayyan, Doha, Qatar từ ngày 4 đến ngày 14 tháng 12 năm 2006.

## Đội hình thi đấu
| Bangladesh | Trung Quốc | Đài Bắc Trung Hoa | Hồng Kông |
| --- | --- | --- | --- |
| - Rasel Khan Bappi - Isa Mia - Mamunur Rahman Chayan - Moshiur Rahman Biplob - Mahbubul Ahsan Rana - Khondokar Hasan Ahmed - Zahidul Islam Rajon - Shahidullah Titu - Maksud Alam - Rasel Mahmud Jimmy - Mazharul Islam - Shamsuddin Tuhin - Zahid Hossain - Hedayetul Islam Khan - Musa Mia - Yamin Hossain | - Luo Fangming - Ye Peng - Jiang Xishang - Lu Fenghui - Li Wei - Song Yi - Meng Xuguang - Liu Xiantang - Hu Liang - Meng Jun - Yu Yang - Na Yubo - Pei Zuopeng - Su Rifeng - Hu Huiren                                                                                        | - Chen Chih-wei - Tang Chao-ssu - Shih Yao-wen - Tseng Chia-cheng - Tsai Hung-chi - Fan Kuo-heng - Chiang Wen-pin - Tsai Ming-heng - Tang Chao-yi - Wang Min-kuan - Chen Wei-yang - Chao Wei-hsiang - Huang Po-hsiung - Lee Ju-chang - Chiang Chien-kuo - Hsieh Hsiang-jung                       | - Chan Ka Kei - Farooq Saeed - Akbar Ali - Mustafa Mohammed - Christopher Marshall - Asif Ali - Harinder Singh Bal - Swalikh Mohammed - Jasbir Singh Chhina - Arif Ali - Asghar Ali - Alfonso Cordero - Shafiq Iqbal Mirza - Ng Shiu Bong - Gurvinder Singh Dillon - Howard Leung               |
| Ấn Độ | Nhật Bản | Malaysia | Oman |
| - Bharat Chettri - Dilip Tirkey - Harpal Singh - V. R. Raghunath - V. S. Vinaya - Arjun Halappa - Adrian D'Souza - Gurbaj Singh - Ignace Tirkey - Ajmer Singh - Rajpal Singh - Tushar Khandker - Shivendra Singh - Tejbir Singh - Hari Prasad - Adam Sinclair                                                | - Hirofumi Miyoshi - Shunsuke Nagaoka - Kazuo Yoshida - Mitsuru Ito - Yutaka Bito - Kei Kawakami - Kenichi Katayama - Kazuyuki Ozawa - Kazuhiro Tsubouchi - Takahiko Yamabori - Toshiaki Fukuda - Akira Ito - Yuji Chaki - Takayasu Mizawa - Yoshihiro Anai - Hiroki Sakamoto | - Roslan Jamaluddin - Mohd Amin Rahim - Chua Boon Huat - Sallehin Abdul Ghani - Kuhan Shanmuganathan - Nor Azlan Bakar - Megat Azrafiq Termizi - Jiwa Mohan - Madzli Ikmar - Tengku Ahmad Tajuddin - Shahrun Nabil - Sukri Mutalib - Razie Rahim - Azlan Misron - Jivan Mohan - Kumar Subramaniam | - Asim Siddiq - Shahab Al-Noobi - Waleed Al-Hasani - Murshid Hawait - Husni Al-Shibli - Khalid Al-Nofali - Marwan Al-Raisi - Husam Al-Husni - Samir Al-Shibli - Amjad Bait Obaidoon - Basim Rajab - Khalid Saribakhi - Ismail Al-Balushi - Ahmed Al-Balushi - Akram Bait Shamiah - Shabr Ismail |
| Pakistan | Hàn Quốc | | |
| - Salman Akbar - Zeeshan Ashraf - Ihsanullah Khan - Imran Khan Yousafzai - Adnan Maqsood - Sajjad Anwar - Tariq Aziz - Rashid Imran - Shakeel Abbasi - Rehan Butt - Muhammad Zubair - Nasir Ahmed - Imran Ali Warsi - Muhammad Imran - Muhammad Waqas - Muhammad Mudassar                                    | - Ko Dong-sik - Lee Seung-il - Kim Chul - Kim Yong-bae - Lee Nam-yong - Seo Jong-ho - Kang Seong-jung - Yoon Sung-hoon - You Hyo-sik - Yeo Chang-yong - Cha Jong-bok - Lee Myung-ho - Hong Eun-seong - Hong Sung-kweon - Yeo Woon-kon - Jang Jong-hyun                        | | |

## Kết quả
Tất cả các giờ đều là Giờ chuẩn Ả Rập (UTC+03:00)

### Vòng sơ loại

#### Bảng A
| Đội tuyển         | ST | T | H | B | BT | BB | HS  | Đ |
| ----------------- | -- | - | - | - | -- | -- | --- | - |
| Pakistan          | 4  | 2 | 2 | 0 | 20 | 2  | +18 | 8 |
| Nhật Bản          | 4  | 2 | 2 | 0 | 18 | 3  | +15 | 8 |
| Malaysia          | 4  | 2 | 2 | 0 | 14 | 4  | +10 | 8 |
| Đài Bắc Trung Hoa | 4  | 1 | 0 | 3 | 1  | 22 | −21 | 3 |
| Hồng Kông         | 4  | 0 | 0 | 4 | 3  | 25 | −22 | 0 |

| 4 tháng 12 15:00 |

| Hồng Kông | 0–1 | Đài Bắc Trung Hoa   |
| --------- | --- | ------------------- |
|           |     | Huang Po-hsiung 61' |

| Sân khúc côn cầu Al-Rayyan, Doha Trọng tài: Javed Nuruddin Shaikh (IND) Latifur Rahman (BAN) |

| 4 tháng 12 17:00 |

| Pakistan   | 1–1 | Malaysia  |
| ---------- | --- | --------- |
| Zubair 69' |     | Kuhan 52' |

| Sân khúc côn cầu Al-Rayyan, Doha Trọng tài: Tim Pullman (AUS) Petter Markus (GER) |

| 6 tháng 12 9:00 |

| Nhật Bản         | 2–2 | Malaysia                       |
| ---------------- | --- | ------------------------------ |
| Yamabori 9', 43' |     | Chua Boon Huat 32' · Nabil 47' |

| Sân khúc côn cầu Al-Rayyan, Doha Trọng tài: Chen Dekang (CHN) Kim Hong-lae (KOR) |

| 6 tháng 12 11:00 |

| Pakistan                                                                                  | 10–1 | Hồng Kông   |
| ----------------------------------------------------------------------------------------- | ---- | ----------- |
| Aziz 4' · Zubair 7', 9' · Waqas 8', 26' · M. Imran 25', 50', 67' · Abbasi 27' · Warsi 34' |      | Ar. Ali 31' |

| Sân khúc côn cầu Al-Rayyan, Doha Trọng tài: Javed Nuruddin Shaikh (IND) Mustafa Al-Ajmi (OMA) |

| 7 tháng 12 15:00 |

| Hồng Kông   | 1–2 | Malaysia                   |
| ----------- | --- | -------------------------- |
| Ar. Ali 13' |     | Kuhan 21' · Jiw. Mohan 29' |

| Sân khúc côn cầu Al-Rayyan, Doha Trọng tài: Kim Hong-lae (KOR) Latifur Rahman (BAN) |

| 7 tháng 12 17:00 |

| Đài Bắc Trung Hoa | 0–4 | Nhật Bản                                     |
| ----------------- | --- | -------------------------------------------- |
|                   |     | Yoshida 10' · Mizawa 29' · Yamabori 42', 61' |

| Sân khúc côn cầu Al-Rayyan, Doha Trọng tài: Chen Dekang (CHN) Javed Nuruddin Shaikh (IND) |

| 9 tháng 12 9:00 |

| Hồng Kông   | 1–12 | Nhật Bản                                                                                       |
| ----------- | ---- | ---------------------------------------------------------------------------------------------- |
| Ak. Ali 69' |      | Sakamoto 5' · Yamabori 9', 25', 28', 51', 53', 61' · Fukuda 12', 30', 56', 70' · Tsubouchi 45' |

| Sân khúc côn cầu Al-Rayyan, Doha Trọng tài: Mustafa Al-Ajmi (OMA) Kim Hong-lae (KOR) |

| 9 tháng 12 11:00 |

| Đài Bắc Trung Hoa | 0–9 | Pakistan                                                                         |
| ----------------- | --- | -------------------------------------------------------------------------------- |
|                   |     | Imran 20', 23', 58' · Maqsood 28', 47' · Abbasi 30', 67' · Zubair 42' · Aziz 61' |

| Sân khúc côn cầu Al-Rayyan, Doha Trọng tài: Chen Dekang (CHN) Latifur Rahman (BAN) |

| 10 tháng 12 15:00 |

| Malaysia                                                                               | 9–0 | Đài Bắc Trung Hoa |
| -------------------------------------------------------------------------------------- | --- | ----------------- |
| A. Rahim 4', 29', 33' · Chua Boon Huat 5', 58' · Tajuddin 17', 42' · R. Rahim 46', 66' |     |                   |

| Sân khúc côn cầu Al-Rayyan, Doha Trọng tài: Javed Nuruddin Shaikh (IND) Kim Hong-lae (KOR) |

| 10 tháng 12 17:00 |

| Pakistan | 0–0 | Nhật Bản |
| -------- | --- | -------- |
|          |     |          |

| Sân khúc côn cầu Al-Rayyan, Doha Trọng tài: Tim Pullman (AUS) Chen Dekang (CHN) |

#### Bảng B
| Đội tuyển  | ST | T | H | B | BT | BB | HS  | Đ  |
| ---------- | -- | - | - | - | -- | -- | --- | -- |
| Hàn Quốc   | 4  | 3 | 1 | 0 | 23 | 2  | +21 | 10 |
| Trung Quốc | 4  | 3 | 0 | 1 | 13 | 7  | +6  | 9  |
| Ấn Độ      | 4  | 2 | 1 | 1 | 18 | 4  | +14 | 7  |
| Bangladesh | 4  | 1 | 0 | 3 | 7  | 22 | −15 | 3  |
| Oman       | 4  | 0 | 0 | 4 | 4  | 30 | −26 | 0  |

| 4 tháng 12 10:00 |

| Trung Quốc                                            | 6–1 | Oman             |
| ----------------------------------------------------- | --- | ---------------- |
| Song Yi 4', 10', 25', 45' · Yu Yang 54' · Na Yubo 68' |     | S. Al-Shibli 50' |

| Sân khúc côn cầu Al-Rayyan, Doha Trọng tài: Rana Muhammad Liaqat (PAK) Satoshi Kondo (JPN) |

| 4 tháng 12 12:00 |

| Ấn Độ                                                                | 6–0 | Bangladesh |
| -------------------------------------------------------------------- | --- | ---------- |
| D. Tirkey 3', 24', 33' · S. Singh 29' · Raghunath 43' · Sinclair 54' |     |            |

| Sân khúc côn cầu Al-Rayyan, Doha Trọng tài: Constantine Soteriades (USA) Yusoff Hashim (MAS) |

| 5 December 16:00 |

| Hàn Quốc                                                                                | 9–1 | Bangladesh |
| --------------------------------------------------------------------------------------- | --- | ---------- |
| Jang Jong-hyun 17', 30', 42', 47', 66', 67', 69' · Hong Eun-seong 54' · Seo Jong-ho 55' |     | M. Mia 25' |

| Sân khúc côn cầu Al-Rayyan, Doha Trọng tài: Constantine Soteriades (USA) Cheung Chak Tung (HKG) |

| 5 December 18:00 |

| Ấn Độ                        | 2–3 | Trung Quốc                                    |
| ---------------------------- | --- | --------------------------------------------- |
| R. Singh 35' · Raghunath 61' |     | Hu Liang 13' · Liu Xiantang 20' · Song Yi 59' |

| Sân khúc côn cầu Al-Rayyan, Doha Trọng tài: Petter Markus (GER) Tim Pullman (AUS) |

| 7 tháng 12 10:00 |

| Trung Quốc                                                    | 4–1 | Bangladesh |
| ------------------------------------------------------------- | --- | ---------- |
| Hu Liang 19' · Liu Xiantang 34' · Hu Huiren 44' · Na Yubo 51' |     | Islam 69'  |

| Sân khúc côn cầu Al-Rayyan, Doha Trọng tài: Yusoff Hashim (MAS) Rana Muhammad Liaqat (PAK) |

| 7 tháng 12 12:00 |

| Oman | 0–10 | Hàn Quốc |
| ---- | ---- | --- |
|      |      | You Hyo-sik 10' · Jang Jong-hyun 13', 52', 58', 64' · Yoon Sung-hoon 16' · Seo Jong-ho 18', 65' · Hong Sung-kweon 25' · Lee Nam-yong 66' |

| Sân khúc côn cầu Al-Rayyan, Doha Trọng tài: Hsu Wen-i (TPE) Tim Pullman (AUS) |

| 8 December 16:00 |

| Trung Quốc | 0–3 | Hàn Quốc                                               |
| ---------- | --- | ------------------------------------------------------ |
|            |     | Yeo Woon-kon 9' · Jang Jong-hyun 26' · Seo Jong-ho 41' |

| Sân khúc côn cầu Al-Rayyan, Doha Trọng tài: Tim Pullman (AUS) Constantine Soteriades (USA) |

| 8 December 18:00 |

| Oman | 0–9 | Ấn Độ                                                                                      |
| ---- | --- | ------------------------------------------------------------------------------------------ |
|      |     | S. Singh 11', 40', 60' · Prasad 28', 47' · D. Tirkey 34' · Khandker 44', 55' · Halappa 62' |

| Sân khúc côn cầu Al-Rayyan, Doha Trọng tài: Satoshi Kondo (JPN) Markus Petter (GER) |

| 10 tháng 12 10:00 |

| Bangladesh                                        | 5–3 | Oman                               |
| ------------------------------------------------- | --- | ---------------------------------- |
| I. Mia 9' · Jimmy 58', 68' · Titu 61' · Rajon 66' |     | Rajab 19', 65' · I. Al-Balushi 22' |

| Sân khúc côn cầu Al-Rayyan, Doha Trọng tài: Satoshi Kondo (JPN) Rana Muhammad Liaqat (PAK) |

| 10 tháng 12 12:00 |

| Ấn Độ         | 1–1 | Hàn Quốc           |
| ------------- | --- | ------------------ |
| Raghunath 57' |     | Jang Jong-hyun 41' |

| Sân khúc côn cầu Al-Rayyan, Doha Trọng tài: Markus Petter (GER) Conatantine Soteriades (USA) |

### Vòng phân hạng

#### Hạng thứ chín và mười
| 12 tháng 12 9:00 |

| Hồng Kông                                         | 4–0 | Oman |
| ------------------------------------------------- | --- | ---- |
| Asg. Ali 16' · Ar. Ali 35', 47' · S. Mohammed 58' |     |      |

| Sân khúc côn cầu Al-Rayyan, Doha Trọng tài: Constantine Soteriades (USA) Yusoff Hashim (MAS) |

#### Phân loại hạng năm-tám
|  | Bán kết           | Bán kết |                     |    | Phân loại hạng năm-tám | Phân loại hạng năm-tám |
|  |                   |         |                     |    |                        |                        |
|  | 12 tháng 12       |         |                     |    |                        |                        |
|  |                   |         |                     |    |                        |                        |
|  | Malaysia          | 6       |                     |    |                        |                        |
|  | Malaysia          | 6       | 14 tháng 12         |    |                        |                        |
|  | Bangladesh        | 1       |                     |    |                        |                        |
|  | Bangladesh        | 1       | Malaysia            | 0  |                        |                        |
|  | 12 tháng 12       |         | Malaysia            | 0  |                        |                        |
|  |                   | Ấn Độ   | 4                   |    |                        |                        |
|  | Ấn Độ             | Ấn Độ   | 4                   | 12 |                        |                        |
|  | Ấn Độ             |         |                     | 12 |                        |                        |
|  | Đài Bắc Trung Hoa | 1       |                     |    |                        |                        |
|  | Đài Bắc Trung Hoa | 1       | Hạng thứ bảy và tám |    |                        |                        |
|  |                   |         |                     |    |                        |                        |
|  | 14 tháng 12       |         |                     |    |                        |                        |
|  |                   |         |                     |    |                        |                        |
|  | Bangladesh        | 5       |                     |    |                        |                        |
|  | Bangladesh        | 5       |                     |    |                        |                        |
|  | Đài Bắc Trung Hoa | 1       |                     |    |                        |                        |

#### Bán kết
| 12 tháng 12 11:30 |

| Malaysia                                                                  | 6–1 | Bangladesh |
| ------------------------------------------------------------------------- | --- | ---------- |
| Jiw. Mohan 5', 34' · Chua Boon Huat 9' · A. Rahim 24', 47' · R. Rahim 30' |     | Alam 16'   |

| Sân khúc côn cầu Al-Rayyan, Doha Trọng tài: Javed Nuruddin Shaikh (IND) Satoshi Kondo (JPN) |

| 12 tháng 12 15:00 |

| Ấn Độ | 12–1 | Đài Bắc Trung Hoa |
| --- | ---- | ----------------- |
| Raghunath 20', 27', 54', 55', 66' · S. Singh 35', 49' · T. Singh 39' · R. Singh 60', 63' · Sinclair 67' · Khandker 69' |      | Fan Kuo-heng 27'  |

| Sân khúc côn cầu Al-Rayyan, Doha Trọng tài: Cheung Chak Tung (HKG) Mustafa Al-Ajmi (OMA) |

#### Hạng thứ bảy và tám
| 14 tháng 12 9:00 |

| Bangladesh                                  | 5–1 | Đài Bắc Trung Hoa  |
| ------------------------------------------- | --- | ------------------ |
| Jimmy 3', 67' · Chayan 31', 38' · Rajon 66' |     | Tsai Ming-heng 43' |

| Sân khúc côn cầu Al-Rayyan, Doha Trọng tài: Rana Muhammad Liaqat (PAK) Cheung Chak Tung (HKG) |

#### Hạng thứ năm và sáu
| 14 tháng 12 11:30 |

| Malaysia | 0–4 | Ấn Độ                                            |
| -------- | --- | ------------------------------------------------ |
|          |     | Raghunath 13', 61' · R. Singh 41' · G. Singh 64' |

| Sân khúc côn cầu Al-Rayyan, Doha Trọng tài: Constantine Soteriades (USA) Kim Hong-lae (KOR) |

### Vòng tranh huy chương
|  | Bán kết           | Bán kết  |                       |   | Tranh huy chương vàng | Tranh huy chương vàng |
|  |                   |          |                       |   |                       |                       |
|  | 12 tháng 12       |          |                       |   |                       |                       |
|  |                   |          |                       |   |                       |                       |
|  | Pakistan          | 1        |                       |   |                       |                       |
|  | Pakistan          | 1        | 14 tháng 12           |   |                       |                       |
|  | Trung Quốc (h.p.) | 2        |                       |   |                       |                       |
|  | Trung Quốc (h.p.) | 2        | Trung Quốc            | 1 |                       |                       |
|  | 12 tháng 12       |          | Trung Quốc            | 1 |                       |                       |
|  |                   | Hàn Quốc | 3                     |   |                       |                       |
|  | Hàn Quốc          | Hàn Quốc | 3                     | 2 |                       |                       |
|  | Hàn Quốc          |          |                       | 2 |                       |                       |
|  | Nhật Bản          | 0        |                       |   |                       |                       |
|  | Nhật Bản          | 0        | Tranh huy chương đồng |   |                       |                       |
|  |                   |          |                       |   |                       |                       |
|  | 14 tháng 12       |          |                       |   |                       |                       |
|  |                   |          |                       |   |                       |                       |
|  | Pakistan          | 4        |                       |   |                       |                       |
|  | Pakistan          | 4        |                       |   |                       |                       |
|  | Nhật Bản          | 2        |                       |   |                       |                       |

#### Bán kết
| 12 tháng 12 17:30 |

| Pakistan | 1–2 (h.p.) | Trung Quốc                   |
| -------- | ---------- | ---------------------------- |
| Butt 20' |            | Yu Yang 39' · Lu Fenghui 79' |

| Sân khúc côn cầu Al-Rayyan, Doha Trọng tài: Markus Petter (GER) Kim Hong-lae (KOR) |

| 12 tháng 12 20:00 |

| Hàn Quốc                | 2–0 | Nhật Bản |
| ----------------------- | --- | -------- |
| Jang Jong-hyun 55', 63' |     |          |

| Sân khúc côn cầu Al-Rayyan, Doha Trọng tài: Tim Pullman (AUS) Chen Dekang (CHN) |

#### Tranh huy chương đồng
| 14 tháng 12 15:00 |

| Pakistan                                  | 4–2 | Nhật Bản         |
| ----------------------------------------- | --- | ---------------- |
| Maqsood 11' · Abbasi 32' · Waqas 41', 53' |     | Yamabori 9', 57' |

| Sân khúc côn cầu Al-Rayyan, Doha Trọng tài: Markus Petter (GER) Chen Dekang (CHN) |

#### Tranh huy chương vàng
| 14 tháng 12 17:30 |

| Trung Quốc | 1–3 | Hàn Quốc                                   |
| ---------- | --- | ------------------------------------------ |
| Na Yubo 9' |     | Yoon Sung-hoon 12' · Yeo Woon-kon 16', 66' |

| Sân khúc côn cầu Al-Rayyan, Doha Trọng tài: Tim Pullman (AUS) Javed Nuruddin Shaikh (IND) |

## Bảng xếp hạng cuối cùng
| Thứ hạng | Đội tuyển         | ST | T | H | B |
| -------- | ----------------- | -- | - | - | - |
| 1        | Hàn Quốc          | 6  | 5 | 1 | 0 |
| 2        | Trung Quốc        | 6  | 4 | 0 | 2 |
| 3        | Pakistan          | 6  | 3 | 2 | 1 |
| 4        | Nhật Bản          | 6  | 2 | 2 | 2 |
| 5        | Ấn Độ             | 6  | 4 | 1 | 1 |
| 6        | Malaysia          | 6  | 3 | 2 | 1 |
| 7        | Bangladesh        | 6  | 2 | 0 | 4 |
| 8        | Đài Bắc Trung Hoa | 6  | 1 | 0 | 5 |
| 9        | Hồng Kông         | 5  | 1 | 0 | 4 |
| 10       | Oman              | 5  | 0 | 0 | 5 |